# Нерюнгрі (аеропорт)
Аеропорт Нерюнгрі (Чульман) (IATA: NER, ICAO: UELL) (рос. Аэропорт Нерюнгри (Чульман))  — пасажирський аеропорт в Якутії, Росія розташований за 8 км від Чульмана  біля Нерюнгрі. Приймає середні літаки. 
Чульманський аеропорт здатен приймати 365 осіб на день. Що є 133 225 місць щорічно, але реально літаки завантаженні на 70%, звідси де-факто приймає — 93 258 пасажирів на рік.

## Приймаємі типи повітряних суден[1]
Ан-12, Ан-24, Ан-124, Як-42, Ил-76, Ту-154, Airbus A310, Airbus A319, Airbus A320, Airbus A330,  Boeing 737, Boeing 757, Bombardier Dash 8, Sukhoi Superjet 100 тощо, типи ПС 3-4 класу, вертольоти всіх типів.

## Авіалінії та напрямки
| Авіакомпанія     | Пункт призначення                                           |
| ---------------- | ----------------------------------------------------------- |
| Аврора           | Хабаровськ                                                  |
| S7 Airlines      | Новосибірськ (з 1 червня 2018)                              |
| Yakutia Airlines | Іркутськ, Хабаровськ, Москва-Внуково, Новосибірськ, Якутськ |